# Hurricane Rock
Hurricane Rock è una raccolta della band hard rock/heavy metal tedesca Scorpions.
Pubblicato senza il consenso degli Scorpions dalla casa discografica Connoisseur Records, l'album racchiude una selezione di brani ordinati in ordine cronologico che va da Speedy's Coming, tratta da Fly to the Rainbow del 1974, a Rhythm of Love, fresco successo di Savage Amusement del 1988, prima compilation quindi a presentare brani di entrambi i periodi della loro storia: quello degli anni 70 (sotto l'etichetta RCA) e quello degli anni 80 (rappresentati dall'etichetta EMI).
La copertina dell'album presenta una foto dei componenti della band risalente all'album Lovedrive del 1979.

## Tracce
1. Speedy's Coming – 3:35
2. In Trance – 4:43
3. Robot Man – 2:42
4. Polar Nights – 5:04
5. We'll Burn the Sky – 6:27
6. Steamrock Fever – 3:35
7. He's a Woman – She's a Man – 3:14
8. Another Piece of Meat – 3:33
9. Coast to coast – 4:42
10. Lovedrive – 4:51
11. The Zoo – 5:28
12. Blackout – 3:47
13. Can't Live Without You – 3:44
14. When the Smoke Is Going Down – 3:49
15. Dynamite – 4:10
16. Rock You Like a Hurricane – 4:10
17. Coming Home – 4:58
18. Rhythm of Love – 3:48